# Karl Förster (Genealoge)
Karl Richard Förster (* 10. November 1873 in Dresden; † 23. Juli 1931 in Würzburg) war ein deutscher Genealoge. 1921 gründete er den Ahnenlistenaustausch, das größte deutschsprachige genealogische Archiv, und leitete ihn ehrenamtlich, woraus die Ahnenstammkartei im Landeshauptarchiv Dresden entstand, deren Gründer er auch ist.

## Leben
Karl Försters Eltern waren Christine (geb. Pusinelli) und Richard Clemens Förster (1835–1905). Anton Pusinelli, sein Großvater mütterlicherseits, war Leibarzt und Freund Richard Wagners. Sein Vater Richard Förster, Sohn von Friedrich August Förster (Gerichtsdirektor in Augustusburg) und Eugenie Liebmann, war Pädiater und gründete 1878 die Kinderheilanstalt Dresden. Sie hatte eine Kapazität von 66 Betten und eine Anzahl von etwa 1000 Patienten pro Jahr. Aus der Kinderheilanstalt und dem 1898 von Arthur Schloßmann gegründeten Säuglingsheim ging die heutige Kinderklinik der Technischen Universität Dresden hervor. Richard war auch Direktor des Impfinstituts in Dresden. Karls älterer Bruder Ernst Förster (1866–1945) war Professor und Direktor an der Maschinenbau- und Hüttenschule in Gleitwitz und der Vereinigten Maschinenbauschule in Magdeburg.
Karl ging auf das Vitzthumsche Gymnasium zu Dresden und studierte Jura in Freiburg, München und Leipzig und promovierte. 1905 heiratete er Bertha Mirow (* 1882), Tochter des Pastors Ludwig Mirow und der Marie Vordermann. 1906 war er Landrichter, 1912 Landgerichtsrat und Stadtrat 1912 bis 1918 in Zwickau und ab 1925 Landgerichtsdirektor in Chemnitz und Dresden. Mit Bertha hatte Karl zwei Söhne und zwei Töchter. Seine Tochter Vera heiratete Friedrich Wilhelm Euler.
Karl war ein Nachfahre der Zittauer Bürgerin Barbara Schnitter (1566–1627), einer Enkelin des 1562 geadelten Hieronymus Schneider.

## Werke (Auswahl)
- Die Bibraer Förster: ein Beitrag zur Geschichte eines thüringischen Bauerngeschlechtes seit den Tagen der Reformation und zur Nachgeschichte des sächsischen Prinzenraubes, 1455, Selbstverlag, 1911, 84 Seiten.
- Ahnenreihen aus allen Dt. Gauen, Band I, C.A. Starke, Görlitz 1928.